# Василевка (Суражский район)
Василёвка — деревня в Суражском районе Брянской области в составе Влазовичского сельского поселения.

## География
Находится в северо-западной части Брянской области на расстоянии приблизительно 8 км на запад-юго-запад по прямой от районного центра города Сураж.

## История
Возникла в середине XVIII века как слобода, владение Гудовичей. В 1859 году здесь (деревня Суражского уезда Черниговской губернии) учтено было 24 двора, в 1892—65.
В середине XX века работал колхоз «Красная Васильевка».

## Население
Численность населения: 218 человека (1859), 437 человек (1892), 38 человек (2002), 12 (2010), 11 человек (2013), 0 человек (2024).
Будет упразднена как фактически не существующая в связи с переселением всех жителей на постоянное место жительства в другие населённые пункты.